# Diadegma compressum
Diadegma compressum är en stekelart som först beskrevs av Cresson 1864.  Diadegma compressum ingår i släktet Diadegma och familjen brokparasitsteklar. Inga underarter finns listade i Catalogue of Life.